# Johannes van Walbeeck
Jan, Johan o Johannes van Walbeeck (1602, Ámsterdam – después de 1649) fue un navegador y cartógrafo holandés durante una travesía alrededor de la Tierra en los 1620, un almirante de la Compañía Neerlandesa de las Indias Occidentales y el primer gobernador de las Antillas Neerlandesas.

## Biografía
Se cree que Van Walbeeck nació en Ámsterdam hacia 1601 o 1602 y que fuera el hijo de Jan van Walbeeck y nieto del mercader Jacob van Walbeeck y Weijntgen van Foreest y que fue bautizado el 15 de agosto de 1602 en Ámsterdam).
Van Walbeeck comandó las fuerzas holandesas que entre 1634-1636 tomaron Curazao, Aruba y Bonaire del Imperio Español.

## Lectura
- Eisler, William Lawrence and Bernard Smith, ed. Terra Australis: The Furthest Shore. Sydney: International Cultural Corporation of Australia, 1988.
- Goslinga, Cornelis Christiaan. A Short History of the Netherlands Antilles and Surinam. The Hague: Martinus Nijhoff, 1979.
- Hartog, Johannes. History of the Netherlands Antilles. Aruba: DeWitt, 1968.
- Henige, David P. Colonial Governors from the Fifteenth Century to the Present. Madison: University of Wisconsin Press, 1970.
- Hoebel, Edward Adamson, ed. The Netherlands East and West Indies. Inter-Allied Publications, 1945.
- Klooster, Wim. Illicit Riches: Dutch Trade in the Caribbean, 1648-1795. Leiden: KITLV Press, 1998.

- Datos: Q1987609
- Multimedia: Johannes van Walbeeck / Q1987609